# Ignaz von Beecke
Pour les articles homonymes, voir Beecke.
Ne pas confondre avec Franz Ignaz Beck, compositeur de l'école de Mannheim ayant vécu à Bordeaux
Franz Ignaz von Beecke (Wimpfen, 28 octobre 1733 – Wallerstein, 2 janvier 1803) est un compositeur allemand.

## Biographie
Ignaz von Beecke naît dans une famille de la classe moyenne, fils de Theodor Beecke, de Westphalie. Le lexicographe Felix Josef Lipowsky rapporte qu'il aurait été élève de Niccolò Jommelli alors maître de chapelle à Ludwigsburg en 1753, mais aucune preuve n’a été retrouvée ; en revanche on sait que fin 1750, il fréquente l'université de Bamberg. 
En 1756, il embrasse la carrière militaire dans l'Intendance royale bavaroise. Il est d'abord cadet officier, puis Beecke participe à la guerre de Sept Ans, dans l'armée prussienne. Dans le régiment wurtembergeois de dragons du contingent du Prince Öttingen-Wallerstein, il gravit les échelons (premier lieutenant en 1759, capitaine en 1763, commandant en 1792) lors de sa retraite militaire,. C’est comme gentilhomme et officier d'ordonnance personnel du comte héréditaire et prince, Kraft Ernst von Öttingen-Wallerstein, qu’il fréquente la haute société. Il est promu chevalier en 1773, dès que Kraft Ernst accède à son titre.
Formé sans doute dans sa jeunesse à la musique, il est en revanche un autodidacte du clavier. Fameux pianiste virtuose et compositeur comme le rapportent les lexicographes Ernst Ludwig Gerber (Lexikon, 1790) et Felix Josef Lipowsky (1811), dont il ne reste de nos jours rien de la réputation, il rencontre à Munich en 1775 Mozart, alors âgé de dix-neuf ans et, selon la chronique de Schubart (Teutschen Chronik décembre 1776, p. 276), ils se sont défiés au piano, compétition que Beecke aurait remportée. Il acquiert beaucoup de ses connaissances sur la musique et sur les habitudes musicales par de nombreux voyages artistiques à Paris (1766, 1772–1773), Mannheim, Berlin et Vienne (le premier en 1770, de courtes visites, un long séjour entre 1778–1779 et son dernier en 1793), où il fréquente Gluck, Mozart (jusqu'en octobre 1790 à Mannheim) et Haydn (dès décembre 1790),.
De telles expériences et ses talents d'organisateur lui permettent de donner un style particulier à la chapelle (Hofmusik) princière de Wallerstein, dont le prince l’avait nommé Intendant de la musique. Il fréquente Antonio Rosetti, engagé comme contrebassiste en 1773 et alors maître de chapelle à Wallerstein, jusqu'en 1789, et fait de l’ensemble un orchestre qui reçoit l'éloge de Haydn en 1790.

## Œuvres
Beecke laisse une production de 332 numéros :
- diverses œuvres publiées : œuvres pour clavier et symphonies et nombreux Lieder pour piano (1767–1798)
- et d'autres parvenus en manuscrits : son opéra Roland, des singspiels, de la musique d'église, 15 concertos pour piano, 14 quatuors, 27 symphonies et plusieurs symphonies concertantes.

## Discographie
- Quatuors à cordes M. 9, 11 et 16 - Arioso-Quartett : Kay Petersen, Frank Krauter, violons ; Carolin Kriegbaum, alto ; Stefan Kraut, violoncelle (15-17 juillet 1997, CPO 999 509-2)
- Concertos pour piano, en ré majeur, BEEV 100 ; en ré majeur, BEEV 102 (andante) & en fa majeur, BEEV 108 - Nataša Veljković, piano ; Bayerisches Hammerorchester Bad Brückenau, dir. Johannes Moesus (13-15 février 2016, CPO 777 827-2) (OCLC 1005898134)